# سیارک ۶۵۹۱
سیارک ۶۵۹۱ (به انگلیسی: 6591 Sabinin، نامگذاری:1986RT5) شش هزار و پانصد و نود و یکمین سیارک کشف شده‌است که در ۷ سپتامبر ۱۹۸۶ کشف شد.
قدر مطلق سیارک برابر ۳۲.۳ است.